# Héctor Lucchetti
Héctor Pablo Lucchetti (ur. 9 marca 1905 w La Placie) – argentyński florecista i szpadzista, brązowy medalista olimpijski.
Na igrzyskach olimpijskich w Amsterdamie w 1928 roku reprezentacja Argentyny w składzie: Roberto Larraz, Raúl Anganuzzi, Luis Lucchetti, Héctor Lucchetti i Carmelo Camet zdobyła brązowy medal we florecie drużynowym. Indywidualnie nie startował. Brał też udział w igrzyskach olimpijskich w Berlinie w 1936 roku, zajmując siódme miejsce we florecie drużynowym oraz odpadając w ćwierćfinałach szpady drużynowej.
Nie zdobył medalu mistrzostw świata.
Jego brat, Luis Lucchetti, także był szermierzem.